# چوپان‌سویو (بتلیس)
چوپان‌سویو (به ترکی استانبولی: Çobansuyu) یک منطقهٔ مسکونی در ترکیه است که در بیتلیس واقع شده‌است.